# Sekula Drljević
Sekula Drljević (crnogorski: Секула Дрљевић; Ravni, Kolašin, Crna Gora 25. kolovoza 1884. – Judenburg, Austrija 1945.) bio je crnogorski pravnik i fašistički političar, neslužbeni čelnik Crnogorske stranke, između dva svjetska rata jedan od najpoznatijih kritičara jugoslavenskog unitarizma. Kontroverzni crnogorski političar, prešao je put od žestokog velikosrbina do zagovornika crnogorske neovisnosti, nakon čega kreće s borbom za nezavisnu Crnu Goru od okupacijskih srbijanskih vlasti.

## Ujediniteljska faza
Osnovnu je školu Drljević završio u Manastiru Morača, gimnaziju u Srijemskim Karlovcima, Pravni fakultet u Zagrebu gdje i doktorira. Kao gimnazijalac je pisao za somborske novine za djecu i omladinu Golub, u kojima je objavljivao i srpske domoljubne pjesme, a u Zagrebu je kao student bio član Srpske akademske omladine. U jednom govoru je pokušao spriječiti krah radikala, ali je postigao samo to da je pred omladinom morao priznati da u Crnoj Gori vlada najgroznija tiranija i obećao je, da se sprema na tom univerzitetu samo zato, kako bi u svojoj otadžbini Crnoj Gori, mogao svojom spremom stupiti u najogorčeniju borbu protiv crnog apsolutizma u Crnoj Gori. Po povratku u Crnu Goru dužnosnik je Ministarstva financija, a onda ministar pravosuđa i zastupnik ministra prosvjete i crkvenih djela u Vladi Kraljevine Crne Gore. U razdoblju kada je 1913. godine izabran za zastupnika Crnogorske narodne skupštine bučni glasnogovornik i podnositelj inicijativa za ujedinjenje Srbije i Crne Gore. U tom je Drljević razdoblju izdao brošuru Borba za carinsku, vojnu i diplomatsku uniju između Crne Gore i Srbije u kojoj očituje svoje ujediniteljske stavove.
Po austro-ugarskoj okupaciji (Prvi svjetski rat) Crne Gore biva 1917. – 1918. interniran, a po povratku u zemlju se deklarira kao pristaša dinastije Karađorđevića i član Narodne radikalne stranke (Nikola Pašić), te ga postavljaju za načelnika Ministarstva pravosuđa u Beogradu.

## Rezignacija
Nakon prvih izvješća o pokolju koji se događao u Crnoj Gori (nakon Podgoričke skupštine i Božićnoga ustanka) u travnju 1919. godine, rezignirani Drljević podnosi neopozivu ostavku na državnu službu, otvara odvjetnički ured u Zemunu i postaje oporbenjak. Istakao se obranom na montiranom sudskom procesu u Beogradu protiv crnogorskog generala Radomira Vešovića kojeg su srbijanske vlasti, zbog protivljenja ukidanju crnogorske neovisnosti, izložile mučenju, uhitile i osudile.

## U oporbi
Godine 1920. Drljević pokušava osnovati političku stranku u rodnome Kolašinu ali ga srbijanske vlasti uhićuju i onemogućavaju u toj namjeri. To će mu 1922. godine poći za rukom kada je jedan od osnivatelja Crnogorske stranke, odnosno, političkog krila oružanog ustanka protiv pripojenja Crne Gore Srbiji.
Na izborima 1925. godine biva (zajedno sa stranačkim kolegama Savom Vuletićem i dr. Mihailom Ivanovićem) izabran za zastupnika u parlamentu Kraljevine SHS. Uspostavlja tijesnu suradnju s Hrvatskom seljačkom strankom a sa Stjepanom Radićem i osobno prijateljstvo (Federalistički blok).
U parlamentu je Drljević žestoki kritičar velikosrpske politike, a s Ivanovićem i Vuletićem prvi puta za široki auditorij u tadašnjoj državi iznosi dijelove šokantnog dosjea o teroru srbijanske vojske i žandarmerije u Crnoj Gori.
Svoje je zastupničke govore Drljević tiskao i u knjizi Centralizam ili federalizam (1926.). U brojnim procesima 1920-ih protiv članova KPJ i hrvatskih domoljuba, koji su bili na udaru zloglasnoga Zakona o zaštiti države, Drljević je zastupnik obrane.
Crnogorska stranka ulazi 1927. u izbornu koaliciju s HSS-om i Drljević opet biva izabran za zastupnika.
Nakon ubojstva Radića u parlamentu Kraljevine SHS, u uvjetima Šestosiječanjske diktature, održava osobne veze s dr. Vladkom Mačekom, zatim s disidentom Svetozarom Pribićevićem, te drugim hrvatskim političarima (dr. Ante Trumbić, dr. Ivan Lorković, i ini).
U povodu pokolja na Belvedereu kod Cetinja 1936. godine, (jugoslavenska vojska je tijekom mirnog prosvjeda članova Crnogorske stranke i KPJ ubila 6, ranila 30, a zatočila 100 prosvjednika) Drljević je izdao proglas u kojemu navodi da "s viteških domova Crnogoraca, koji se odupiru beogradskom imperijalizmu, nikada nije skinuta zastava crnogorske slave, crnogorski krstaš-barjak".
Nakon toga zakratko biva uhićen. Posljednji put dr. Drljević je izabran u parlament 1938. godine na listi Udružene opozicije.

## Ratna odiseja
Po talijanskoj okupaciji Crne Gore, 12. srpnja 1941. godine, (Drugi svjetski rat) Drljević je glavni govornik na Petrovdanskom saboru kojim je, zajedno s dijelom rukovodstva Crnogorske stranke, proglasio marionetsku tvorevinu Neovisnu Crnu Goru.
Ubrzo dolazi u sukob s talijanskim vojnim guvernerom na Cetinju Pircijom Birolijem koji ga u listopadu 1941. godine konfinira za San Remo (Italija). Nakon kapitulacije Italije uspio se vratiti u Zemun (formalno je bio unutar granica NDH, faktički pod kontrolom njemačke vojske). Surađuje u hrvatskom listu Graničaru u kojemu veliča nacistički "novi poredak" u Europi.
Knjiga Balkanski sukobi 1905. – 1941. (1944., drugo izdanje 1990., Zagreb) predstavlja vrhunac Drljevićeve publicističke djelatnosti. U njoj je, s iskustvom aktera političkih procesa iz prve polovice 20. stoljeća, na rijetko analitičan način objasnio genezu i prirodu velikosrpstva i jugoslavenskog unutarizma pod Karađorđevićima.
U srpnju 1944. godine Drljević se seli u Zagreb gdje ga prima poglavnik Ante Pavelić, njegov znanac iz oporbenih parlamentarnih klupa iz doba Kraljevine SHS. Drljević osniva, zajedno sa skupinom Crnogoraca u Zagrebu, Crnogorsko državno vijeće s nadom kako će se ukazati šansa ponovne obnove crnogorske države.
Putom rodbinskih veza, u ožujku 1945. godine izbjegli četnici iz Crne Gore, predvođeni Pavlem Đurišićem (koji je u to vrijeme već otkazao poslušnost Dragoljubu Mihailoviću), iz okolice Doboja uspostavljaju kontakt s Drljevićem. Pod budnim okom ustaša, Đurišić i Drljević sklapaju sporazum kojim četnici prihvaćaju Crnogorsko državno vijeće kao vrhovni politički organ i postaju Crnogorska narodna vojska s ciljem prijelaza teritorija NDH kako bi se u Sloveniji priključili multinacionalnoj anti-partizanskoj oružanoj koaliciji.
Đurišić iznenada krši sporazum i pokreće svoje četničke postrojbe mimo maršrute i ustaše ih u razdoblju od 5. do 8. travnja 1945. godine, razbijaju na Lijevča polju (u blizini Banje Luke). Nakon toga Đurišić opet prihvaća sporazum ali ga ustaše, zajedno s najbližim mu suradnicima, uhićuju i likvidiraju vjerojatno u Staroj Gradiški.
Ostatak Crnogorske narodne vojske, ukupno tri brigade, prebacuje se u Karlovac, a potom u Sloveniju gdje ih, većinom, kasnije partizani zarobljavaju i po kratkom postupku likvidiraju.

## Smrt
U tom metežu strada i Drljević iako se bio domogao Austrije; po jednoj su ga inačici ubili četnici iz osvete, a po drugoj su to učinili agenti jugoslavenskih vlasti. U svakom slučaju, dr. Sekula Drljević i njegova supruga su zaklani, 10. studenoga 1945. u logoru za raseljene osobe u Judenburgu. Pokopani su u Klagenfurtu.
Državna komisija za utvrđivanje zločina okupatora i njihovih pomagača 14. ožujka 1946. godine, optužila ga je za navodne ratne zločine, no nema podataka i je li osuđen kao takav.

## Djela
- Borba za carinsku, vojnu i diplomatsku uniju između Crne Gore i Srbije, brošura, Štamparija "Obod" A. Rajnvajha, Cetinje, 1914.
- Centralizam ili federalizam, M. Mlađan, Zemun, 1926.
- Balkanski sukobi, 1905. – 1941., Naklada Putovi, Zagreb, 1944.
- Balkanski sukobi, 1905. – 1941., (prijetisak djela iz 1944.) Harmica Press, Zagreb, 1990.
- Da je vječna Crna Gora, (odabrali i pripremili Božidar Nikolić, Marijan-Mašo Miljić), Dukljanska akademija nauka i umjetnosti, Podgorica, 2011.[8]

## Vanjske poveznice
- (crnog.) O biografiji dr. Sekule Drljevića
- (crnog.) Proglas dr. Sekule Drljevića ispred Crnogorskog narodnog fronta iz 1936.g.  Arhivirana inačica izvorne stranice od 3. studenoga 2008. (Wayback Machine)
- (crnog.) Kritika pokušaja rehabilitiranja dr. Sekule Drljevića  Arhivirana inačica izvorne stranice od 19. rujna 2008. (Wayback Machine)
- (crnog.) Danilo Radojević, Politička misao dr. Sekule Drljevića